# Kleine Brennnessel

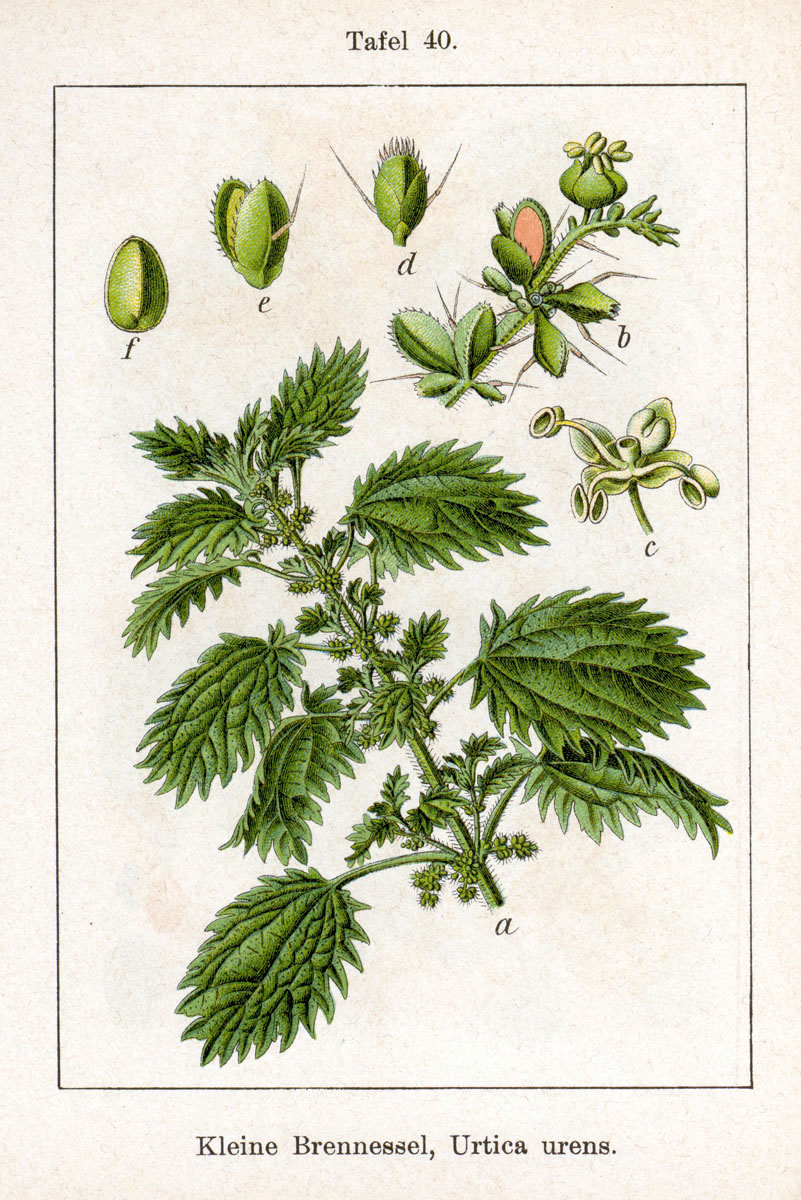
Illustration von Urtica urens

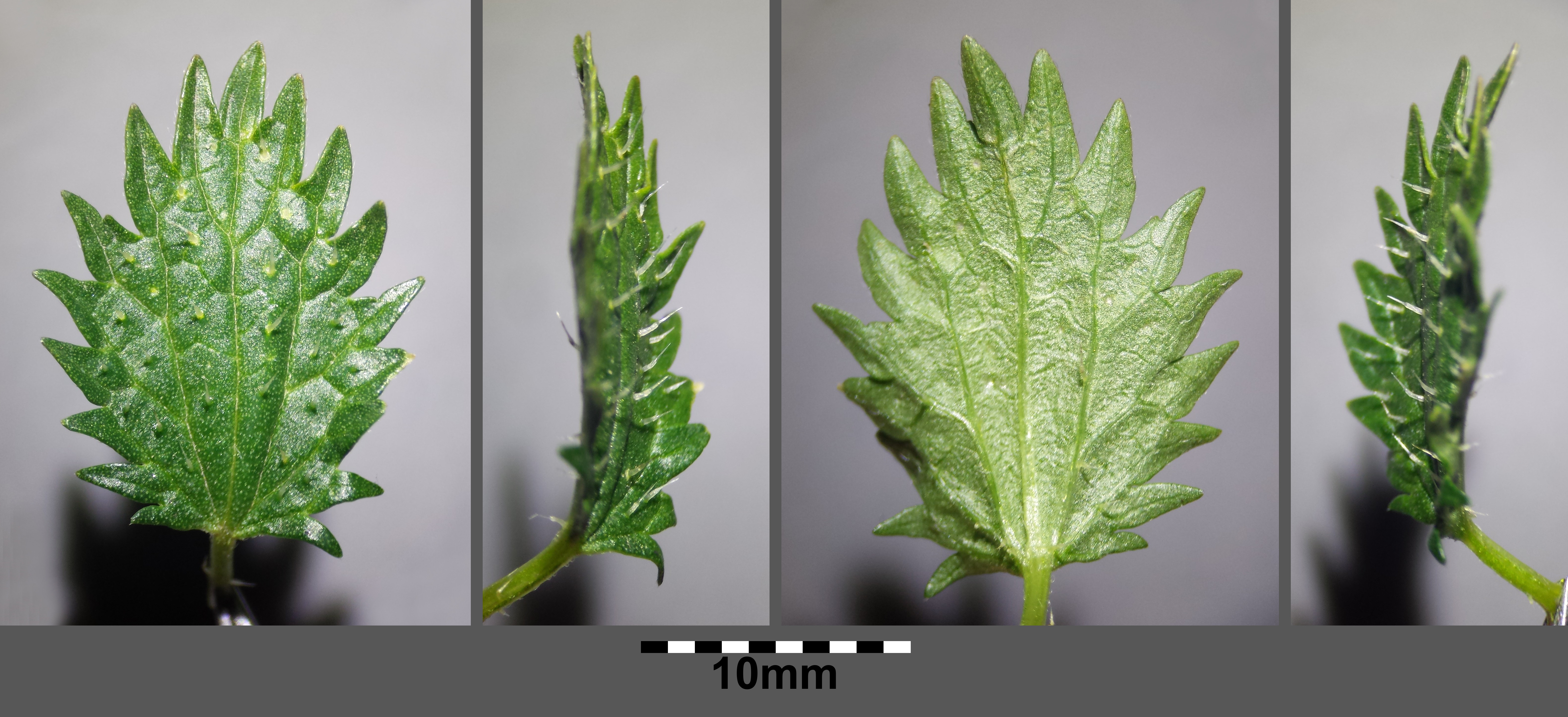
Laubblatt: der Endzahn ist so groß wie die anderen Zähne.

Die Kleine Brennnessel (Urtica urens) oder Eiternessel ist eine Pflanzenart aus der Gattung der Brennnesseln (Urtica). Sie ist in Eurasien weit verbreitet und in einigen Gebieten der Welt ein Neophyt.

## Beschreibung
Die Kleine Brennnessel wächst als einjährige krautige Pflanze und erreicht Wuchshöhen von 10 bis 60 Zentimetern. Die einfache, dunkelgrüne Blattspreite ist meist weniger als 5 cm lang und eiförmig-elliptisch mit keilförmiger bis stumpfer Spreitenbasis. Der Blattrand ist eingeschnitten gesägt. Der Endzahn ist nicht länger als die Seitenzähne.
Die Blüten der Kleinen Brennnessel sind getrenntgeschlechtig (monözisch) einhäusig. Die Blütenstände sind meist kürzer als der Blattstiel. Es wird eine einsamige Nussfrucht gebildet.
Die Chromosomenzahl beträgt 2n = 24.

## Etymologie
Die Kleine Brennnessel „brennt“ stärker als die Große Brennnessel (Urtica dioica). Ihr Trivialname „Eiternessel“ (auch „Heiternessel“ und älter „Habernessel“) beruht vermutlich auf althochdeutsch ait „Feuer“, in Bezug auf ihren „hitzigen brand“, sowie auf mittelhochdeutsch eiter bzw. gleichbedeutend althochdeutsch aitar („brennendes Gift“).

## Ökologie
In Mitteleuropa ist sie ein Archäophyt, aber heute in den gemäßigten und warmgemäßigten Gebieten weltweit verschleppt (Kulturbegleiter). Es findet Windbestäubung statt. Sie ist ein Wärmekeimer.
Die Kleine Brennessel ist u. a. eine Wirtspflanze für die Rüsselkäfer Taeniapion rufulum, Taeniapion atlanticum und Taeniapion urticarium. Von diesen Arten kommt nur T. urticarium auch an der Großen Brennessel vor.

## Standorte
Die Kleine Brennnessel kommt zerstreut in Unkrautfluren von Schuttplätzen oder in Gärten, in Gemüsekulturen, an Mistplätzen, vor allem in Dörfern vor. Sie bevorzugt nährstoffreiche, extrem stickstoffreiche Böden.
Nach Ellenberg ist sie eine Halblichtpflanze, ein Frischezeiger, ein ausgesprochener Stickstoffzeiger und eine Klassencharakterart der Ruderalgesellschaften und verwandter Acker- und Garten-Beikrautgesellschaften (Chenopodietea). In Mitteleuropa kommt sie oft im Urtico-Malvetum aus dem Verband Sisymbrion vor. In den Allgäuer Alpen steigt sie bis zu einer Höhenlage von 1000 Metern auf.

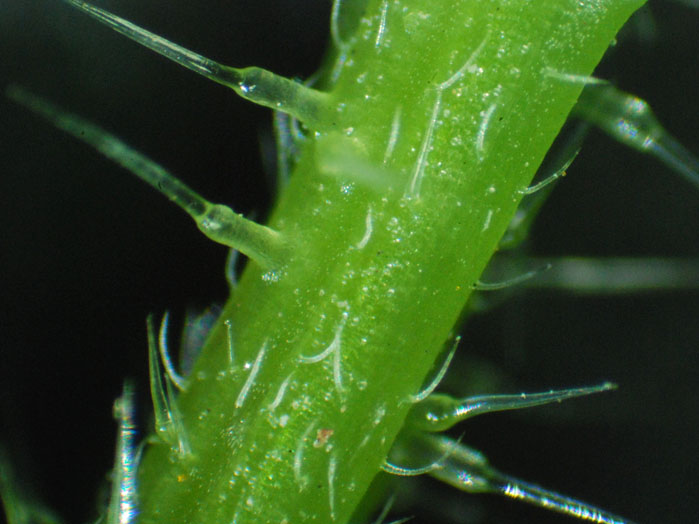
Brennhaare der Kleinen Brennnessel

## Verwendung

### Heilkunde
Die Heilanzeigen sind ähnlich wie bei der Großen Brennnessel (Urtica dioica). Es werden die gleichen Pflanzenteile verwendet: Die Blätter, die Wurzel und in der Volksmedizin die Früchte (Brennnesselsamen), also die ganze Pflanze.
Sie wird bei nesselsuchtartigen Erkrankungen der Haut, Gicht, Nierenleiden, Erkrankungen des Stütz- und Bewegungsapparates sowie bei Allergieneigung eingesetzt. In der Anthroposophie wird sie bei Verbrennungen, Insektenstichen und Sonnenbrand meist kombiniert mit Arnika verwendet.

### Ernährung
Die Kleine Brennnessel ist in der Küche vielseitig verwendbar. Die jungen Sprosse (Ernte: April/Mai) finden gegart in Gemüsegerichten, in frischem Gemüsesaft, roh und fein gehackt in Kräuterbutter, in Salaten, als Brotbelag, Spinat, in Kräutersaucen, in Ausbackteig sowie als Trockengewürz Verwendung. Die grünen Samen (Ernte: Juni/Juli) sind als Brotbelag oder geröstet einsetzbar und die reifen (September) als Zusatz zum Wein. Das Blättermehl kann wiederum als Streckpulver für Schnupftabak oder als Trockengewürz genutzt werden.

### Sonstige Nutzung
Die Kleine Brennnessel ist wie die Große Brennnessel zur Chlorophyllgewinnung geeignet und wurde deshalb auch früher dafür herangezogen. Sie ist allerdings nicht zur Fasergewinnung geeignet wie z. B. die Sibirische Hanfnessel, die Röhricht-Brennnessel oder die Große Brennnessel.